# Сен-Монтан
Сен-Монта́н (фр. Saint-Montan, окс. Sant Montan) — коммуна во Франции, находится в регионе Рона — Альпы. Департамент коммуны — Ардеш. Входит в состав кантона Бур-Сент-Андеоль. Округ коммуны — Прива.
Код INSEE коммуны 07279.

## Население
Население коммуны на 2008 год составляло 1764 человека.
| 1962 | 1968 | 1975 | 1982 | 1990 | 1999 | 2008 |
| ---- | ---- | ---- | ---- | ---- | ---- | ---- |
| 608  | 727  | 822  | 1009 | 1207 | 1314 | 1764 |

## Экономика
В 2007 году среди 1101 человека в трудоспособном возрасте (15-64 лет) 844 были экономически активными, 257 — неактивными (показатель активности — 76,7 %, в 1999 году было 70,0 %). Из 844 активных работали 749 человек (400 мужчин и 349 женщин), безработных было 95 (41 мужчина и 54 женщины). Среди 257 неактивных 73 человека были учениками или студентами, 97 — пенсионерами, 87 были неактивными по другим причинам.

## Достопримечательности
- Церковь Сен-Самонта
- Церковь Св. Марии Магдалины
- Часовня Сент-Андре-де-Митруа
- Средневековый замок
- Пещера «Лурд»
- Сад «священника»
- Пещера отшельника Монтана

## Города-побратимы
- Пуллале (Буркина-Фасо)

## Фотогалерея

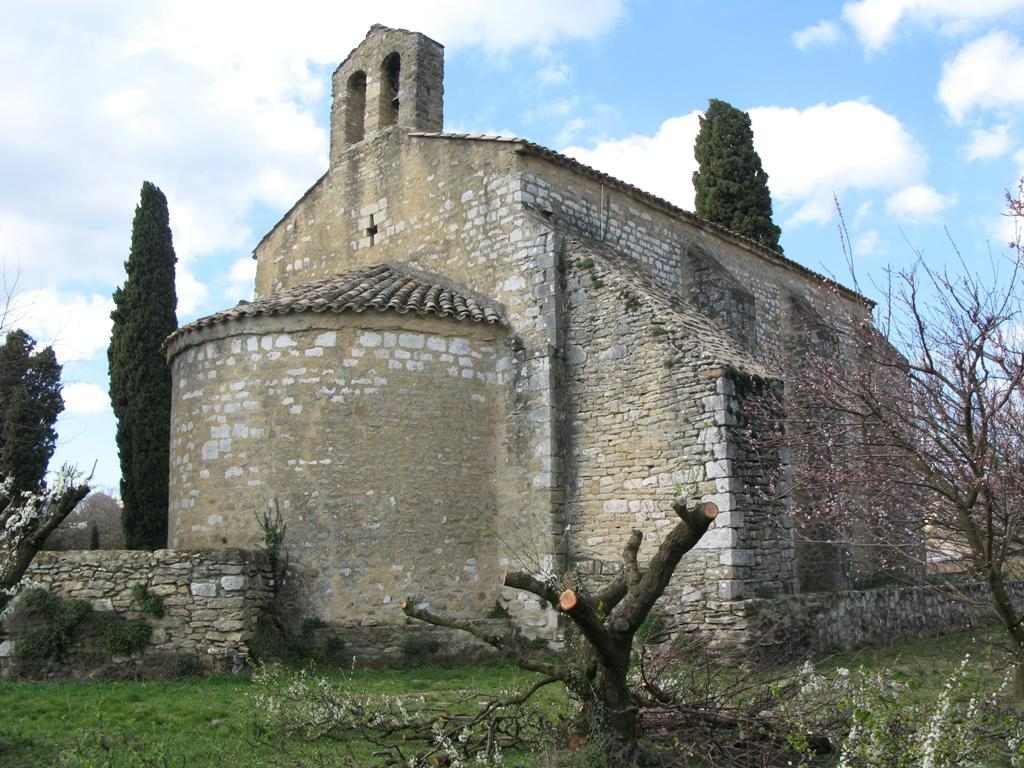
Часовня Сент-Андре-де-Митруа
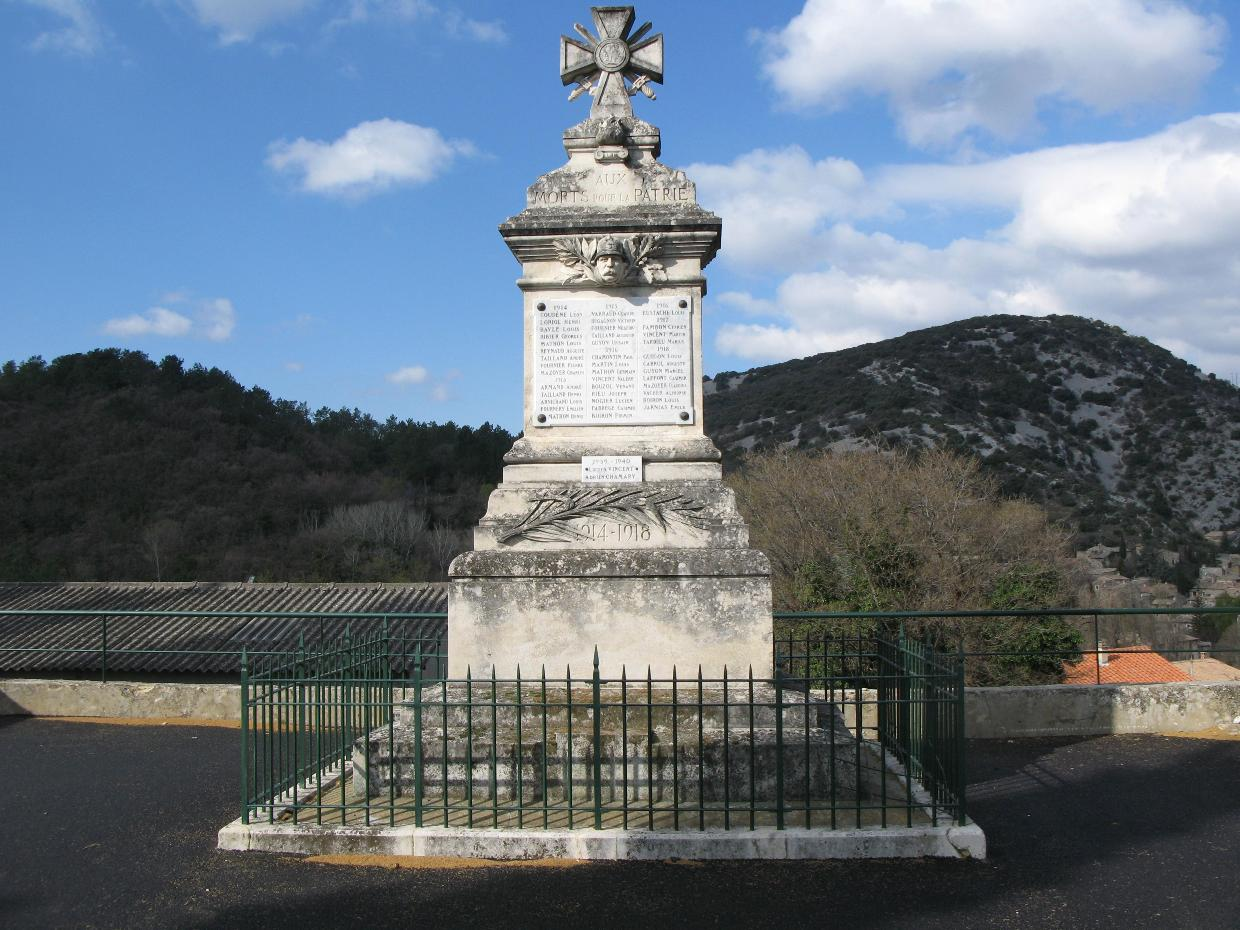
Памятник погибшим в Первой мировой войне
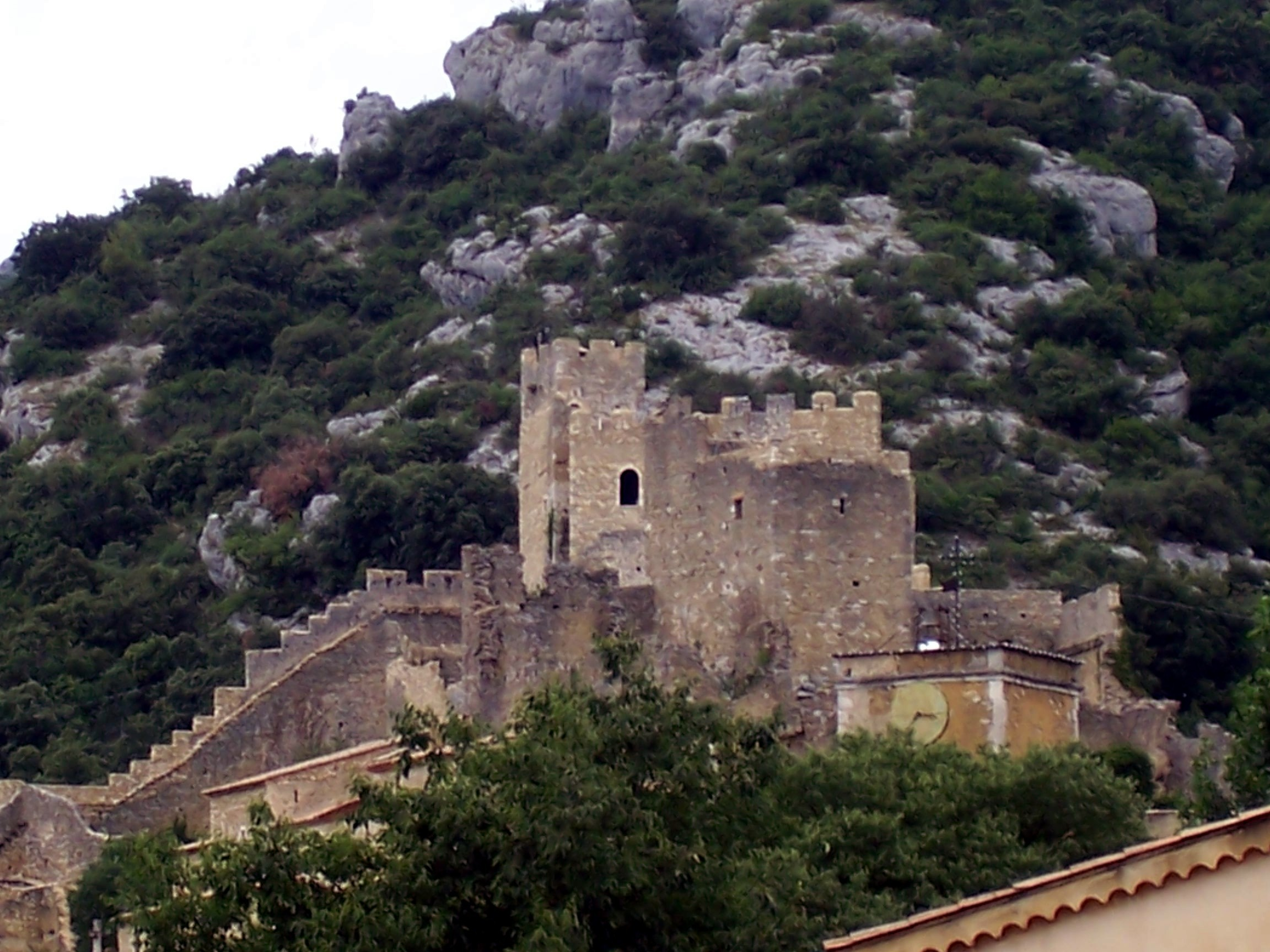
Замок
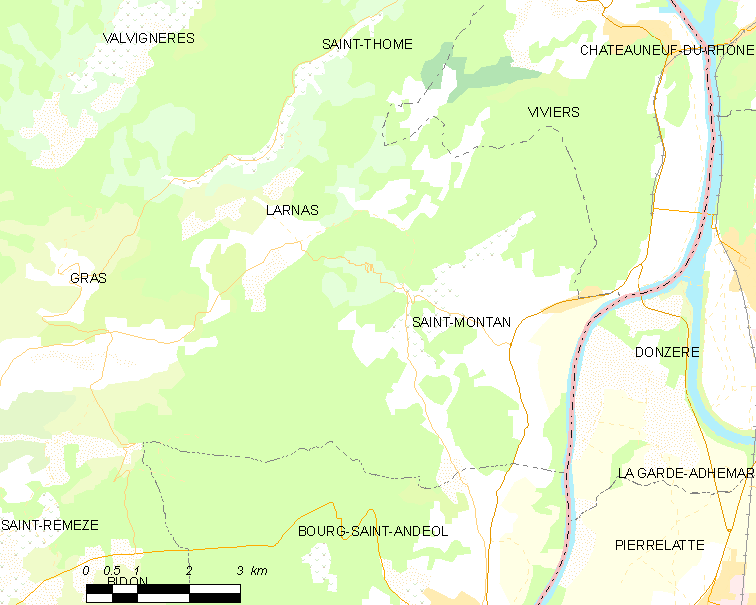
Карта коммуны